# Округ Џесамин (Кентаки)
Џесамин (енгл. Jessamine County) је округ у америчкој савезној држави Кентаки.

## Демографија
По попису из 2010. године број становника је 48.586, што је 9.545 (24,4%) становника више него 2000. године.
| Група             | 2000.          | 2010.          |
| Белци             | 36.600 (93,7%) | 44.336 (91,3%) |
| Афроамериканци    | 1.222 (3,1%)   | 1.499 (3,1%)   |
| Азијати           | 225 (0,6%)     | 475 (1,0%)     |
| Хиспаноамериканци | 512 (1,3%)     | 1.353 (2,8%)   |
| Укупно            | 39.041         | 48.586         |